# Automatisch
 (février 2019).
Si vous disposez d'ouvrages ou d'articles de référence ou si vous connaissez des sites web de qualité traitant du thème abordé ici, merci de compléter l'article en donnant les références utiles à sa vérifiabilité et en les liant à la section « Notes et références ».
Pour les articles homonymes, voir Automatic.
Singles de Tokio Hotel
Heilig
(2008) Lass uns Laufen/World behind my Wall
(2010)
Automatisch (version allemande) et Automatic (version anglaise) sont deux singles du groupe de rock allemand Tokio Hotel. Automatisch (et Automatic) sont le 13e single du groupe, premier extrait de l'album Humanoid.

## Liste des titres
Automatisch :
- Version Premium

1. Automatisch
2. Humanoid
3. Tokio Hotel Fan Magnet

- Version deux pistes :

1. Automatisch
2. Automatic

Automatic:
- Version Itunes Australie

1. Automatic
2. Automatisch
3. Humanoid (Version Anglaise)
4. Automatic (Remote Controle Mix)

## Clip
Le clip a été tourné en 1-3 août 2009. en  Afrique du Sud par Craig Wessels. Le clip commence avec une course de quatre voitures dans le désert ; chaque membre du groupe se trouve dans une des voitures. On peut apercevoir Bill avec une bague sur laquelle est écrite Humanoid (le nom de leur 3e album).  Puis on revoit ce dernier seul en train de chanter sur le sable du désert avec des voitures passant derrière lui. La course continue et les quatre garçons sortent de leur voiture respective. Ils se rejoignent et avancent vers un décor futuriste installé au milieu du désert. Des robots géants se réveillent dans ce décor. Le refrain arrive et le groupe apparaît en train de chanter et jouer entourés des deux robots. Puis, les robots se rapprochent pour à la fin du clip, s'embrasser.

## Charts
| Pays (2009-2010)    | Meilleur Position |
| ------------------- | ----------------- |
| Allemagne           | 1                 |
| France              | 2                 |
| Autriche            | 14                |
| Belgique (Wallonie) | 16                |
| Belgique (Flandres) | 23                |
| Espagne             | 25                |
| Suède               | 36                |
| Suisse              | 44                |
| Pays-Bas            | 75                |

## Autres informations
- La première mondiale du single a eu lieu sur MTV.com pour Automatic et sur Bild.de pour Automatisch le 18 août 2009.
- Le single est sorti dans les deux langues dans tous les pays.
- Automatic compte deux remixes: Remote Control et Cherry Cherry Boom Boom Radio, tous deux disponibles sur iTunes.